# Gomelle
Gomelle (llamada oficialmente Santiago de Gomelle) es una parroquia y una aldea española del municipio de Guntín, en la provincia de Lugo, Galicia.

## Organización territorial
La parroquia está formada por cuatro entidades de población:
- Armental
- Gomelle
- Liz
- Montouto (Montouto de Astariz)

## Demografía

### Parroquia
| Gráfica de evolución demográfica de Gomelle (parroquia) entre 2000 y 2020 |
|                                                                           |
| Datos según el nomenclátor publicado por el INE.                          |

### Aldea
| Gráfica de evolución demográfica de Gomelle (aldea) entre 2000 y 2020 |
|                                                                       |
| Datos según el nomenclátor publicado por el INE.                      |